# Liberala ungdomsförbundet
Liberala ungdomsförbundet (LUF) er en svensk politisk ungdomsorganisation, der er tilknyttet Liberalerna. Organisationen har en lang tradition for internationalt samarbejde og er fuldgyldigt medlem af International Federation of Liberal Youth (IFLRY) og European Liberal Youth (LYMEC). Liberala ungdomsförbundet består af 21 distriktsforeninger. Landsformand er siden 2022 Erik Berg.
Organisationen i sin nuværende form blev dannet som Folkpartiets ungdomsförbund i 1934 samtidig med dannelsen af Folkpartiet, men LUF kan dog spore sin historie tilbage til studenterorganisationen Verdandi, der blev dannet i 1882 af Karl Staaff. Siden 1991 har organisationen haft sit nuværende navn.
Liberala ungdomsförbundet har siden 1961 udgivet magasinet Liberal Ungdom under forskellige navne.